# ミソスープ (曲)
「ミソスープ」は、日本のヴォーカルユニット、テゴマスのデビューシングル。スウェーデン・日本・台湾で発売された。

## 概要
NEWSのメンバーである、手越祐也・増田貴久によるヴォーカルユニットのデビューシングル。元来、スウェーデンの作曲家チームと縁が深かった事もあり、ジャニーズ事務所初のスウェーデン先行発売となる（詳細はテゴマスを参照）。CDジャケットは各国盤ともにタイトルそのままに味噌汁のイラストが背景に描かれ、手越と増田の写真が合成されている。初回生産限定盤には、表題曲のPVが収録されたDVDが付属する。
スウェーデン盤である『Miso Soup』は「Tegomass」名義での発売となる。全編英語詞で歌われており、英語詞でのPVも存在する。発売日当日にはストックホルム市内でイベントを行った。2006年11月23日付のスウェーデンの公式音楽チャート・hitlistan.seで、パッケージ（CD）販売とネット配信での売上数を加算したアーティストが多い中、パッケージ販売のみで初登場12位を記録する。
台湾では通常盤のみの発売となる。
週間1位・2007年1月度月間4位・2007年度年間58位。

## 収録曲

### CD

#### 通常盤・初回生産限定盤
※「砂時計」以降、通常盤のみ収録。
1. ミソスープ
作詞：zopp、作曲・編曲：Shusui, Stefan Aberg
  - 日本テレビ系『音楽戦士 MUSIC FIGHTER』2007年1月度オープニングテーマ
  - 文化放送『レコメン!』2007年1月度エンディングテーマ
  - 神州一味噌「減塩みそ（生みそ編・即席・おまじない編）」CMソング（増田ソロバージョンを使用）

和食に欠かせないメニュー・味噌汁を題材にしており、一人暮らしをして初めて母のありがたさが解かった子供の気持ちを歌っている。手越・増田は一人暮らしをした経験がないが、自らが父親として子供を送り出す立場になった時の事を想像したり、一人暮らしをしている友人の話を参考にして歌詞の解釈に努めた。スウェーデン盤は全編英語詞であるため、日本語詞と比べ覚えるのに苦労したという[3]。作詞を担当したzoppはこの詞のテーマを「思いやり」とし、以前から表現したかった家族愛を描いた[4]。味噌汁のあたたかさと、母の愛情のあたたかさをかけた歌詞である。曲は修二と彰「青春アミーゴ」を制作したチームによって作られており、スウェーデンの伝統楽器・ニッケルハルパの音が独特の温かみを出している。PVは歌詞の世界観を表現するために物語仕立てとなっており、手越・増田が夢のために地方から上京してきたストリートミュージシャン役を演じている[3]。
2. はじめての朝
作詞：下地悠、作曲：日比野裕史、編曲：中西亮輔
  - 日本テレビ系 『THE・サンデー』エンディングテーマ

R&B調の曲であり、タイトルは増田が付けた[5]。主に高音部のパートを手越が、低音部のパートを増田が務めている。
3. Chocolate
作詞：H.U.B.、作曲・編曲：渡辺拓也
4. 砂時計
作詞・作曲：清水昭男、編曲：川端良征
5. ミソスープ（オリジナル・カラオケ）

#### スウェーデン盤
1. Miso Soup
2. Miso Soup（KARAOKE）

### DVD
※初回生産限定盤のみ
1. ミソスープ Music Clip
2. ミソスープ Music Clip Making